# Ольховая (приток Калитвы)
Ольхова́я — река в России, протекает в Ростовской области. Устье реки находится в 133 км по левому берегу реки Калитва. Длина реки — 119 км, площадь водосборного бассейна — 1480 км².

## Притоки
Впадают реки (км от устья)
- 90 км: река Яблоновая
- 108 км: река Вяжа

## История
По состоянию на 1991 год в колхозе «Родина» была разработана специальная программа по орошению земель. Для того, чтобы была возможность орошать большие площади, необходимо много воды, и ее можно взять из реки Ольховой, если привести водоем в удовлетворительное состояние. Поэтому специалистами было принято решение начать очистку русла реки. Был заказан проект у института «Южгидроводхоз», были найдены подрядчики и субподрядчики. Очистительные работы выполняла Аксайсая ПМК. Средства на реализацию проекта поступали из государственного бюджета. Основной задачей специалистов было добиться обновления Ольховой на протяжении участка в 1,5 километров. Работы проводились в 2 смены. Также следовало убрать из реки песок и ил, и оживить родники. Этого можно было добиться только через расчистку дна. Весь процесс очистки был проведен под постоянным контролем специалиста-гидротехника Александра Михайловича Кузнецова. Определенные консультации по очистительным работам поступали от специалистов Вешенской ПМК. Проведение такого спектра работ, по мнению специалиста, позволит во время весенних паводков переместить часть воды в специальное водохранилище, которое и будет служить запасом воды для летнего полива необходимых территорий.

## Данные водного реестра
По данным государственного водного реестра России относится к Донскому бассейновому округу, водохозяйственный участок реки — Калитва, речной подбассейн реки — Северский Донец (российская часть бассейна). Речной бассейн реки — Дон (российская часть бассейна).